# Entre amours et silences

Entre amours et silences est le premier recueil de poèmes de Clarence-Edgar Comeau. Publié en 1980 aux Éditions d'Acadie, à Moncton, au Nouveau-Brunswick, ce recueil fut récompensé en 1981 du Prix France-Acadie. Lors d'une émission de la radio de Radio-Canada à Moncton, l'auteur Gérard Étienne considéra Clarence-Edgar Comeau comme le premier poète de l'amour en Acadie[réf. nécessaire].